# Biblioteks- och informationsvetenskap
Biblioteks- och informationsvetenskap (B&I) är ett tvärvetenskapligt akademiskt ämne. Det fokuserar på information i sin materiella form och olika aspekter av informationshantering och på de praktiska och teoretiska, inklusive historiska, ämnesområden som berör bibliotekens verksamhet. 
Detta inkluderar bland annat hur individer och grupper söker och använder information, tekniker och möjligheter till lagring och spridning av information samt kunskapsorganisation, bevarande och organiserande av bibliotekets tryckta och elektroniska media. Disciplinen kan räknas till samhällsvetenskap eller humaniora, men har även kopplingar till data- och systemvetenskapen.
I ett historiskt perspektiv har biblioteks- och informationsvetenskap även omfattat arkivvetenskap. Akademiska kurser i biblioteks- och informationsvetenskap omfattar bland annat studiet av katalogisering och klassifikation av bibliotekets media.

## Finland
I Finland benämns ämnet informationsvetenskap (eng. information studies, fin. informaatiotutkimus). Utbildning på svenska sker vid Åbo Akademi och ämnet är där placerat under fakulteten för samhällsvetenskaper, ekonomi och juridik. Forskarutbildningen i ämnet resulterar antingen i en filosofie doktorsexamen eller en politices doktorsexamen, beroende på doktorandens tidigare studier.

## Sverige

### Utbildning
I Sverige har ämnet vuxit sedan början av 1990-talet då bibliotekarieutbildningen akademiserades. Utexaminerade biblioteks- och informationsvetare kan bland annat arbeta som bibliotekarie, informatör eller annat informationsförmedlande yrke. Utbildningen på 90-180 högskolepoäng ges vid flera av Sveriges universitet och högskolor, där det också finns enstaka, kortare, kurser att gå inom disciplinen. Vid Högskolan i Borås och Lunds universitet ges utbildning och kurser i ämnet på grundnivå och masternivå och där finns även forskarutbildning i ämnet. På Uppsala Universitet ges utbildningen som ett masterprogram efter avslutad kandidatexamen inom Humaniora.

### Forskning
Forskningen inom det biblioteks- och informationsvetenskapliga området har expanderat de senaste årtiondena. Till de större aktörerna på det svenska forskningsområdet hör bland andra Louise Limberg (Högskolan i Borås), Olof Sundin (Lunds universitet), Lars Höglund (Högskolan i Borås), Isto Huvila (Uppsala universitet), Jutta Haider (Högskolan i Borås) och Joacim Hansson (Linnéuniversitetet).   
Utanför Sverige finns ett antal stora namn vars forskningsresultat fått stor inverkan på forskningsområdet och för främst bibliotekarieprofessionen. Carol Kuhlthau (Rutgers University) är en av dessa, liksom Christine Bruce (Queensland university) och Ross Todd (Rutgers University).

### Högskolor och universitet
Dessa högskolor och universitet är de som ger kurser i ämnet inom Sverige:
- Högskolan i Borås, Bibliotekshögskolan (BHS)
- Lunds universitet, Institutionen för kulturvetenskaper, Avdelningen för ABM
- Umeå universitet
- Uppsala universitet, Institutionen för ABM
- Linnéuniversitetet
- Södertörns högskola